# Victoria Tauli-Corpuz
Victoria Tauli-Corpuz (Besao, 19 de octubre de 1952) es una consultora de desarrollo filipina y activista indígena internacional perteneciente al pueblo kankanaey de la etnia igorrote. Desde 2014 hasta 2020, fue la tercera relatora especial sobre los Derechos de los Pueblos Indígenas de las Naciones Unidas.

## Biografía
Se graduó en la Escuela Secundaria de Ciencias de Filipinas en la comuna de Diliman, Quezon City, en 1969. Terminó la carrera de enfermería en la U.P. College of Nursing, Universidad de Filipinas, Manila en 1976.

## Carrera

### Activismo
Como activista, ayudó a organizar a los pueblos indígenas a nivel comunitario para luchar contra los proyectos del entonces presidente Ferdinand Marcos. Los pueblos indígenas que organizó ayudaron a detener el proyecto de la presa hidroeléctrica del río Chico, que habría inundado aldeas tradicionales, y las operaciones madereras de Cellophil Resources Corporation en tierras ancestrales.

### Naciones Unidas
Fue presidenta del Foro Permanente de las Naciones Unidas para las Cuestiones Indígenas (2005-2010)y fue relatora del Fondo de Contribuciones Voluntarias para las Poblaciones Indígenas.
El 2 de junio de 2014, asumió responsabilidades como tercera Relatora Especial de la ONU sobre los Derechos de los Pueblos Indígenas. Como relatora especial de la ONU, se le encomendó investigar las presuntas violaciones de los derechos de los pueblos indígenas y promover la aplicación de las normas internacionales relativas a los derechos de los pueblos indígenas. Se benefició del apoyo de la Fundación Ford a través de subvenciones a la Fundación Tebtebba Tebtebba Foundation. Siguió ocupando su puesto de relatora especial hasta marzo de 2020.
Es asesora en cuestiones indígenas y de género de la Red del Tercer Mundo, miembro del Comité Asesor de Organizaciones de la Sociedad Civil del Programa de las Naciones Unidas para el Desarrollo y miembro del Consejo para el futuro del mundo.
Es una de las personas fundadoras de la Internacional de los Derechos de los Pueblos Indígenas y una de los actuales (2022) codirectores de la organización.

## Reconocimiento
Fue la primera galardonada con el premio Gabriela Silang, concedido en 2009 por la Comisión Nacional de Pueblos Indígenas.
Fue incluida en Nature's 10, una lista de diez personas que habían tenido un papel importante en los avances científicos en 2021, elaborada por la revista científica Nature.

### Nominación al Premio Nobel
En febrero del año 2023, junto con el activista ecuatoriano Juan Carlos Jintiach, Tauli-Corpuz fue incluida en la lista del director del PRIO (Instituto para la investigación de la Paz de Oslo), Henrik Urdal, entre los candidatos merecedores del Premio Nobel de la Paz 2023 "por su lucha no violenta para proteger y fortalecer los derechos de los pueblos indígenas."
El investigador principal de Human Rights Watch en Asia, Carlos Conde, celebró su inclusión en la lista de candidatos al Premio Nobel de la Paz, afirmando que el acoso y las desapariciones forzadas de activistas indígenas en Filipinas continúan bajo el mandato del sucesor de Duterte, Bongbong Marcos. «Su nominación por sí sola pondrá de relieve la grave situación por la que atraviesan y debería impulsar la acción de la comunidad internacional», afirmó.